# Shimmoah
Shimmoah (= a spring), jedno od sela konfederacije Wampanoag s otoka Nantucket pred obalom Massachusettsa.